# Міжсайтова підробка запиту
Міжсайтова підробка запиту (англ. Cross-Site Request Forgery, CSRF) — тип вебатаки, що призводить до виконання певних дій від імені користувача на вебсторінці де останній аутентифікований. Головною метою CSRF-атаки є підробка запитів, а не викрадення даних, тому що зазвичай зловмисник не має змоги побачити відповідь на підроблений запит. За допомогою соціальної інженерії (наприклад, лист чи повідомлення з посиланням), зловмисник може ініціювати потрібні йому дії на вебсторінці від імені користувача, наприклад переказ коштів, зміна персональних даних на сайті, паролю, і т. д. Якщо жертва атаки має адміністративні права на сайті то під загрозою опиняється весь сайт.